# Maria Dorothea van Salm
Maria Dorothea van Salm (Wachtendonk, 2 november 1667 - Wenen, 17 of 18 januari 1732) was een dochter van prins Karel (Carl) Theodoor Otto van Salm en gravin Godefrida Agneta Maria Ignatia Huyn van Geleen.

## Huwelijk en kinderen
In 1687 huwde Maria Dorothea met Leopold Ignatius van Dietrichstein, geboren op 18 augustus 1660, zoon van Ferdinand Joseph van Dietrichstein, die hij in 1698 op zou volgen als vorst van Dietrichstein.

Zij kregen de volgende kinderen:
- Anna Maria Josepha van Dietrichstein (1688)
- Maria Josepha Felicitas van Dietrichstein (1694)

## Erfenis en bezittingen
Maria Dorothea heeft haar moeder nooit gekend. Zij stierf in het kraambed, drie uur na haar geboorte. Haar grootvader, graaf Arnold V Wolfgang Huyn van Geleen stierf op 10 september 1668 waarna haar grootmoeder Maria Margaretha Huyn van Amstenrade op 25 februari 1669 het graafschap Geleen en Amstenrade voor haar 2-jarige kleindochter te Brussel liet verheffen. Op 22 mei 1669 werden op de Vroenhof te Beek het Kasteel Sint-Jansgeleen en de overige bezittingen van haar grootvader verheven.
Gedurende de minderjarigheid van Maria Dorothea werd het bestuur van het graafschap waargenomen door haar vader prins Karel (Carl) Theodoor Otto von Salm. Ondanks zijn ambulante krijgsmansleven met zijn eigen cavalerieregiment verbleef hij daardoor ook dikwijls op Kasteel Amstenrade.
Omstreeks 1673 overlijdt haar grootmoeder Maria Margaretha Huyn van Amstenrade. Hierdoor erft Maria Dorothea de collatierechten van de parochies Spaubeek, Amstenrade en Nuth. Het collatierecht van Schinnen was overgegaan naar de familie Schellart van Obbendorf.
Maria-Dorothea’s vader huwde in 1671 met Louise van de Palts. Zij hadden samen een zoon, Lodewijk Otto von Salm, en drie dochters. Louise overleed in Aken in 1679.

## Oorlogen

### Franse expansie
Tussen 1672 en 1678 vierde koning Lodewijk XIV van Frankrijk zijn expansiedrift bot tegen de Republiek der Zeven Verenigde Nederlanden en Spanje (Zuidelijke Nederlanden. Tijdens het Beleg van Maastricht (1673) kregen de verdedigende Staatse troepen steun van Spaanse troepen. Hiertoe behoorde ook het cavalerieregiment van Maria-Dorothea’s vader Karel.

De Fransen veroverden Maastricht en Maria Dorothea’s vader raakte in Franse krijgsgevangenschap. Hij schijnt vrij snel uitgewisseld te zijn, maar een jaar later in 1674 raakt hij bij de Slag bij Seneffe in het graafschap Henegouwen nog een keer in Franse handen en wordt weer uitgewisseld.

### Ottomaanse opmars
Omstreeks 1682 werd Europa opnieuw bedreigd door het Ottomaanse Rijk. In 1571 was hun geduchte zeemacht door een combinatie van kleinere vloten van Spanje, de Kerkelijke Staat, Venetië, Malta en Genua, aangevoerd door de Spaanse admiraal Don Juan, verslagen. Dit gebeurde, nadat de Ottomanen jarenlang de kusten van de Middellandse Zee hadden geterroriseerd, in de Slag bij Lepanto in Griekenland, een van de grootste zeeslagen in de geschiedenis. Deze schitterende en verrassende overwinning werd echter niet voldoende uitgebuit doordat Venetië een afzonderlijke vrede sloot en ook omdat koning Filips II van Spanje zijn halfbroer Don Juan, de held van Lepanto, wantrouwde.

De eveneens geduchte Ottomaanse landmacht was onaangetast gebleven en deze bestookte onophoudelijk de grenzen van het Duitse keizerrijk. In 1683 concentreerden de Ottomanen hun troepenmacht en belegerden Wenen, hetgeen in feite een bedreiging vormde voor heel Europa. Keizer Leopold I zag zich hierdoor genoodzaakt de troepen van zijn deelstaten te bundelen om de Weense bezetting te hulp te komen.

Ook Maria Dorothea’s vader trad toen als rijksvorst in dienst van de keizer en voerde als luitenant-veldmaarschalk de linkervleugel van de keizerlijke troepen aan in de strijd om Wenen. De toestand bleef precair maar de Poolse koning Jan Sobieski kwam tijdig met zijn leger te hulp, waardoor de onoverwinnelijk geachte Ottomaanse landmacht zodanig werd verslagen dat ze daarna nooit meer een bedreiging heeft gevormd.
Maria Dorothea is omstreeks deze tijd, op ongeveer 16-jarige leeftijd, met haar vader mee naar Wenen gegaan. Zij leerde daar de jonge prins, haar latere echtgenoot, Leopold Ignatius von Dietrichstein kennen in de pracht en praal van het toenmalige Weense hofleven.
In 1685 werd haar vader door keizer Leopold I benoemd tot opperhofmeester en opvoeder van de toekomstige keizer Jozef I. In 1687 werd hij benoemd tot veldmaarschalk.

### Tweede Franse expansie
Ondertussen had koning Lodewijk XIV van Frankrijk weer eens aanspraken gemaakt op delen van de Zuidelijke Nederlanden en het Rijnland. Dit leidde tot de Negenjarige Oorlog tegen de Republiek der Zeven Verenigde Nederlanden, Spanje, Engeland en de Duitse keizer. Hierbij moest Maria-Dorothea’s vader Karel als veldmaarschalk van de Duitse keizer ten strijde trekken.

In 1693 versloegen de Fransen de geallieerden in de Eerste Slag bij Neerwinden, waarbij Karel zwaar werd gewond en voor de derde maal in Frans krijgsgevangenschap terechtkwam. De Fransen hadden echter zoveel waardering voor zijn militaire prestaties dat ze hem naar Tienen vervoerden, waar hij met de grootste zorg werd verpleegd.

## Graafschap Geleen en Amstenrade

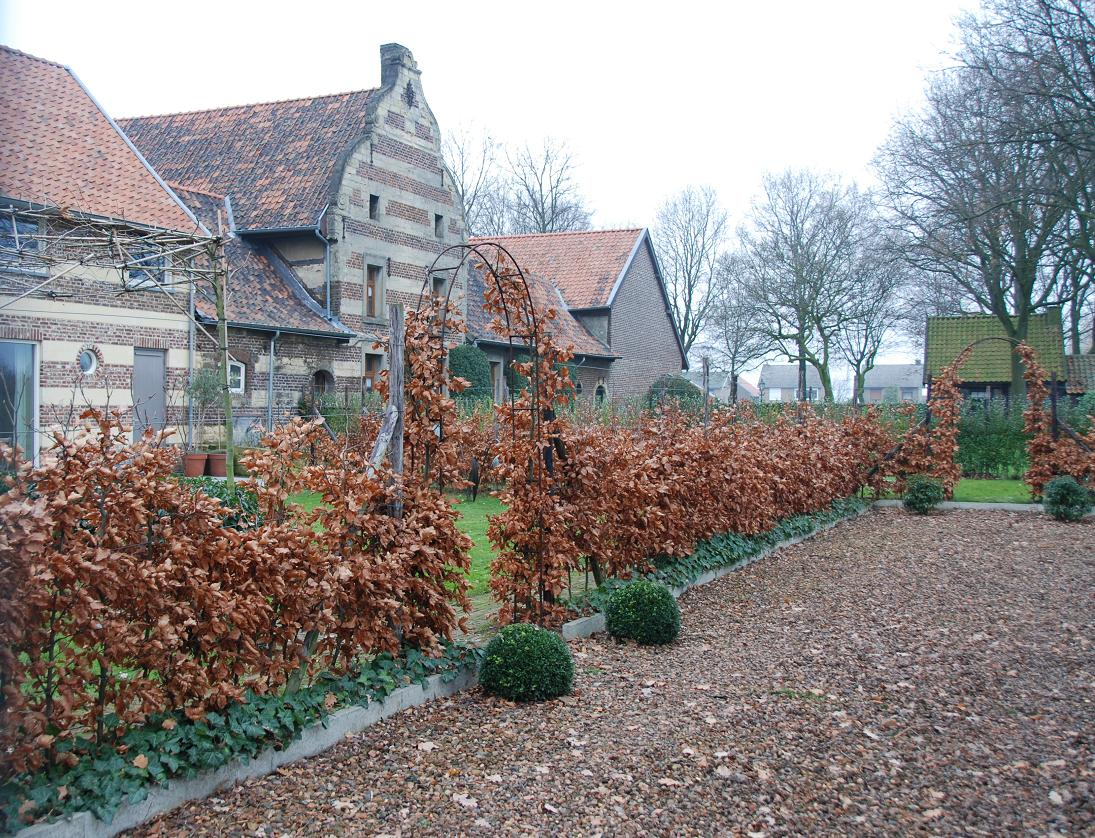
hoeve te Printhagen

Ten tijde van deze oorlogen en ondanks de oorlogsmoeilijkheden blijft Maria-Dorothea zorgen voor haar graafschap Geleen en Amstrendade. In 1691 hadden verbouwingswerkzaamheden plaats aan het herenhuis van Kasteel Jansgeleen.

In 1692 werd te Valkenburg geprotesteerd tegen het niet verheffen van de heerlijkheid Geleen na de dood van de vorige leenheer, haar grootvader, Arnold V Wolfgang Huyn van Geleen in 1668. Blijkbaar wist men niet meer dat deze verheffing sinds 1609 conform de minnelijke schikking tussen Arnold III Huyn van Geleen en de aartshertogen Albrecht van Oostenrijk en Isabella van Spanje niet meer te Valkenburg, maar te Brussel moest plaatsvinden.

Ondanks het protest van Maria Dorothea besliste het leenhof van Brabant te Brussel dat Geleen als heerlijkheid te Valkenburg en als graafschap te Brussel moest worden verheven.
Door deze moeilijkheden verbleef Maria Dorothea in 1695 met haar gezin in Amstenrade en in Geleen. Op 30 juli 1695 verheft drossaard Gerard Duyckers namens de prinses te Valkenburg niet alleen de heerlijkheid Geleen, maar ook Kasteel Jansgeleen, de twee hoeven van Printhagen, de heerlijkheden Oirsbeek en Brunssum, de helft van Schinnen, de Bergerhof te Nuth, de Dobbelsteiner hof tussen Oirsbeek en Amstenrade en het huis de Douve te Merkelbeek.

## Sint-Janskluis

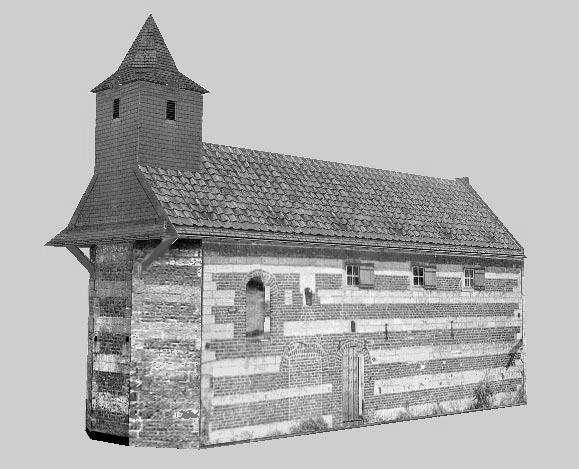
De Sint-Janskluis

Sint-Janskluis werd in 1699 door Maria Dorothea gesticht. Mogelijk wilde zij een lazaret ('lazerij' of melaatsenhuis) stichten om besmettelijke zieken in te laten verplegen. Een deel was als kapel gewijd aan St. Lazarus. Het gebouw was bij de stichting dus niet bedoeld als kluis. Dit blijkt ook uit het feit dat de kluis (ook toen al) niet afgelegen lag, maar aan een kruispunt, wat in die dagen de aangewezen locatie was voor een herberg. Ook mist de kluis tot op de dag van vandaag de gebruikelijke tuin. Toch kreeg het vermoedelijke lazaret al tijdens het leven van de opdrachtgeefster deze bijzondere bestemming. Zo werd ook de kluis op de Schaelsberg in 1688 gebouwd in opdracht van graaf Gerard Hoen van Cartiels, de toenmalige heer van Kasteel Schaloen, naar verluidt uit dankbaarheid dat hij aan de verdrinkingsdood was ontkomen. Het is mogelijk dat Maria Dorothea dit voorbeeld heeft gevolgd, wellicht om een vergelijkbare reden.

## Giften aan de kerk
In 1711 schonk Maria Dorothea een zilveren monstrans aan de kerk van Amstenrade (RK kerk O.L. Vrouw Onbevlekt Ontvangen).
In 1712 schonk zij een ‘’capella‘’ voor het H. Sacrament aan de kerk van Geleen (RK Kerk Marcellinus en Petrus te Oud-Geleen).
Op 5 januari 1729 tekent ze een akte waarbij zij jaarlijks 26 gulden uit de pachtsom van de Daniker molen afstond aan de kerk van Geleen voor de voortzetting van de jaargetijden van haar voorouders te Geleen. Haar rentmeester M. Holtrop te Amtenrade wees ze aan als uitvoerder.

Op 19 juni 1730 verheft rentmeester Holtrop de heerlijkheid Geleen in naam van de douarière Von Dietrichstein voor de tweede maal te Valkenburg.

## Gezinsleven
Na 1695 treft Maria Dorothea onophoudelijk zeer veel leed. Sinds de Slag bij Neerwinden in 1693 sukkelde haar vader, die te Wenen verbleef, met zijn gezondheid.

In april 1697 sterft haar oudste dochter, Anna Maria Josepha van Dietrichstein, op 8-jarige leeftijd.

Op 13 juli 1708 sterft haar echtgenoot Leopold Ignatius van Dietrichstein op 48-jarige leeftijd op kasteel Nikolsburg (thans Mikulov in Moravië).

In 1709 keerde haar vader terug uit Wenen en stierf op 10 november 1710 te Aken. Hij werd in de ‘’fürstliche Gruftkapelle‘’ te Anholt begraven.
Na de dood van haar vader reisde Maria Dorothea in maart 1711 terug naar haar geboortestreek. Onderweg stierf ook haar meereizende tweede dochter, Maria Josepha Felicitas van Dietrichstein, te Neumarck op 16-jarige leeftijd.
Maria Dorothea bleef toen als enige van haar gezin achter.

## Overlijden
Op 5 september 1726 maakt zij haar testament op. Zij wenste begraven te worden in Wenen bij haar dochters in de kerk van de paters benedictijnen van de abdij Zur Schotten. Zij doet schenkingen aan deze abdij en aan het armenhuis in de Alsergasse te Wenen.

Als algemene erfgename benoemt zij haar nicht vorstin Élisabeth Alexandrine de Ligne, geboren prinses van Salm. Zij was een dochter van haar halfbroer Lodewijk Otto von Salm, de enige zoon uit het tweede huwelijk van haar vader, met Albertina Johannetta van Nassau-Hadamar. Élisabeth werd in 1704 te Anholt geboren en huwde in 1721 met prins Claude Lamoral II van Ligne, die op zijn Kasteel van Belœil in Henegouwen woonde.
Op 17 of 18 januari 1732 overleed prinses Maria Dorothea, douarière van Dietrichstein, geboren van Salm te Wenen. Zij werd volgens haar wens naast haar dochters in de kerk van de paters benedictijnen begraven. Met haar stierf ook de enige vrouwelijke nazaat van de familie Huyn van Geleen uit.